# BNSF Railway
La Burlington Northern & Santa Fe Railway è una compagnia ferroviaria statunitense operante nella zona occidentale (il West), diretta rivale della compagnia Union Pacific Railroad.
Ha sede a Fort Worth, in Texas.
BNSF ha 35'000 lavoratori fissi e possiede quasi 8'000 locomotori.

## Storia

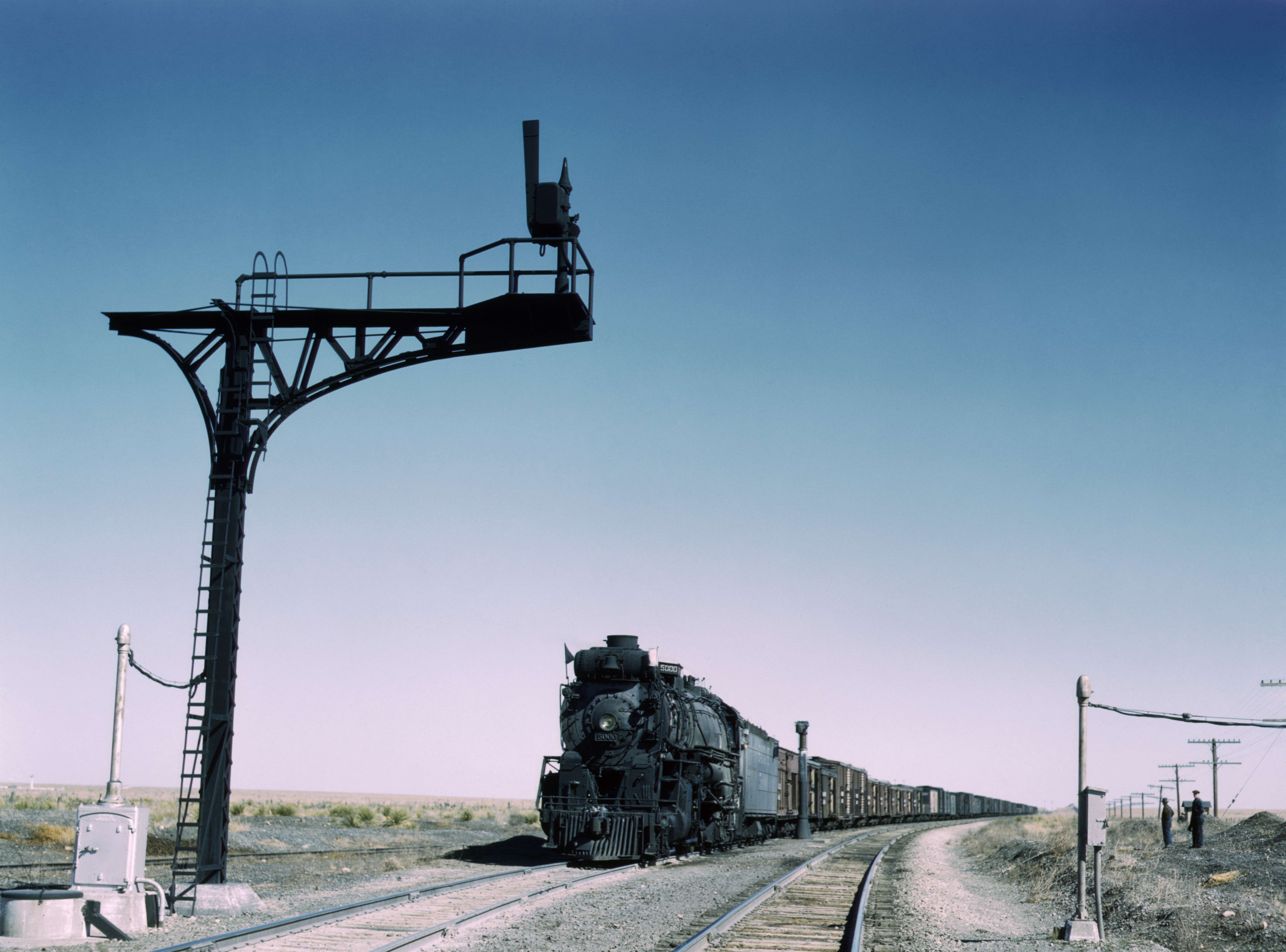
Anni '40, quando la BNSF era ancora Atchison, Topeka and Santa Fe Railway: la potente locomotiva Madam Queen, rodiggio Texas, prototipo delle classe 5000, al traino di un treno merci nel Nuovo Messico.

La BNSF è nata il 31 dicembre 1996 dalla fusione dei due colossi ferroviari Atchison, Topeka and Santa Fe Railway (ATSF) e Burlington Northern Railroad (BN). Quest'ultima era a sua volta nata nel 1970 dalla fusione della Great Northern Railway, della Northern Pacific Railway, della Chicago, Burlington and Quincy Railroad, della Spokane, Portland and Seattle Railway, e di fatto deteneva il monopolio del traffico nella parte settentrionale degli Stati Uniti, da Chicago e la zona del Mississippi a Seattle La livrea dei suoi locomotori era muso verde e corpo nero, con scritte bianche.
La Atchison, Topeka and Santa Fe Railway invece aveva le sue linee principali nella parte meridionale, da Kansas City e Houston verso Los Angeles attraverso il deserto del Nuovo Messico, e da lì fino a San Francisco, ed era diretta rivale della Southern Pacific e della Denver & Rio Grande. La ATSF fu negli anni '30 all'avanguardia nel campo del materiale trazione, con potenti macchine merci e passeggeri. Fu la prima compagnia ad adottare il rodiggio 2-10-2, che appunto poi prese il nome di Santa Fe e divenne la tipica locomotiva per treni merci pesanti in nordamerica. Notevoli furono anche le 25 locomotive della classe 5000 con rodiggio 2-10-4 Texas.

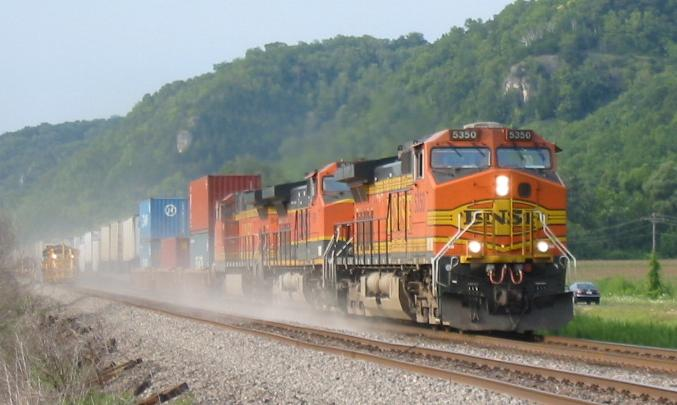
Un merci intermodale della BNSF Railway al traino di tre General Electric Dash-9 (o loro derivate) mostranti la livrea arancio-giallo della compagnia.

In campo passeggeri, la compagnia, che vantava il treno di lusso Super Chief, mise in campo tutta una serie di ottime locomotive rodiggio Northern (4-8-4), culminate con le potentissime classe 2900. La ATSF fu fra le prime compagnie a "dieselizzarsi", cioè a passare dalle locomotive a vapore a locomotori diesel, nel suo caso prodotti dalla EMD, braccio ferroviario della General Motors. La livrea dei locomotori diesel della ATSF era muso rosso con corpo grigio, e filettature dorate.
La fusione ha portato la BNSF a diventare, insieme alla UP, una delle due grandi - e sole - compagnie ferroviarie del West, dal Mississippi al Pacifico. Opera in 27 stati, e ha un breve tratto ferroviario in Canada. Senza contare i doppi e tripli binari, le stazioni e gli scali ferroviari, la BNSF RAilway gestisce circa 38000 km di linee, che salgono a quasi 80000 km in totale. Ha inoltre diritto di passaggio su altri 12000 km di ferrovie negli Stati Uniti e in Canada. I locomotori a disposizione sono quasi 8'000, i carri 80'000. Il personale ammonta a circa 35'000 unità.
Il 3 novembre 2009, Warren Buffett annunciò che la società Berkshire Hathaway era disposta ad acquistare BNSF.

## Linee ferroviarie

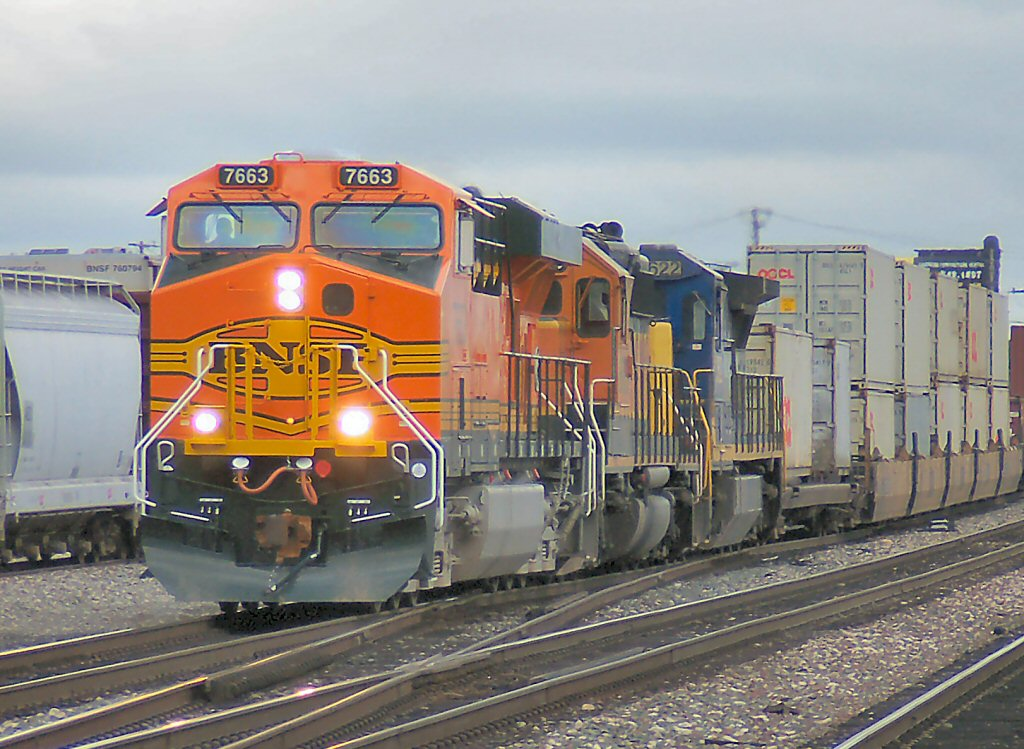
La ES44DC, evoluzione del modello GE Dash 9-44CW matricola #7663, a Commerce (California) il 21 febbraio 2005.

Le direttrici principali della BNSF vanno dalla zona del Mississippi alla costa del Pacifico lungo tre assi. Quella meridionale parte dalla zona del golfo del Messico e attraverso il Nuovo Messico e l'Arizona raggiunge Los Angeles, e poi San Francisco. Altra direttrice è da Denver verso la California attraverso lo Utah e il Nevada, conosciuto come Central Corridor. Collegamento storico della Burlington Northern era da Chicago a Seattle e Portland attraverso il Montana, passando lo spartiacque continentale sul Marias Pass lungo il bordo del Parco nazionale dei ghiacciai.
Oltre a queste tre direttrici sull'asse Est-Ovest, la BNSF ha una linea principale lungo la Costa del Pacifico, e un'altra ai piedi delle Montagne Rocciose, dal Montana fino al El Paso via Denver. A Est di questa linea la compagnia ha una fittissima rete di binari che si estendono fino al Mississippi, e fanno praticamente da rete di distribuzione per gli Stati del centro delle merci che arrivano dai porti sul Pacifico.

## La BNSF nei media
- la BNSF Railway appare anche nel gioco Microsoft Train Simulator - abbreviato fra gli appassionati con la sigla MSTS. In una delle sei linee ferroviarie di base c'è la tratta del Marias Pass, che costeggia il Glacier National Park gestita appunto dalla BNSF. I locomotori che vi appaiono sono i GE Dash 9-44CW e le EMD SD-40 e GP-38. Anche sulla copertina del gioco appare l'immagine di un treno della BNSF.